# DBS Bank
Die DBS Bank (DBS Bank Limited 星展银行) mit Hauptsitz in Singapur ist die größte Bank Südostasiens. Sie wurde 1968 von der dortigen Regierung geleiteten Entwicklungsfinanzinstitution gegründet und hieß bis Juli 2003 The Development Bank of Singapore Limited (新加坡发展银行). Die Bank ist im Straits Times Index an der Singapore Exchange gelistet.
Temasek Holdings ist zusammen mit der zu ihr gehörenden Maju Holdings der größte Anteilseigner der Bank. Die Regierung hat damit weiterhin einen großen Einfluss auf die Institution.
Die DBS Bank hat Niederlassungen in China, Hongkong, Indien, Indonesien, Japan, Malaysia, Myanmar, Südkorea, Taiwan, Thailand, Großbritannien und den USA.

## Geschichte
Im Jahr 1960 lud die Regierung eine Industrie-Expertenmission der Vereinten Nationen (UN) ein, um die wirtschaftliche Situation in Singapur zu beurteilen und ein Industrialisierungsprogramm für die Stadt zu entwickeln. Der Vorschlag beinhaltete die Gründung einer Entwicklungsbank und einer Wirtschaftsbehörde, um ausländische Investitionen nach Singapur zu holen und die Finanzierung und Verwaltung von Industriegebieten sicherzustellen. Im April 1968 gab der damalige Finanzminister Goh Keng Swee die Absicht der Regierung bekannt, eine Entwicklungsbank mit öffentlichem Kapital zu gründen, um die Finanzierung der Industrialisierung Singapurs zu verbessern.
Die Development Bank of Singapore Limited wurde am 16. Juli 1968 von der Regierung Singapurs gegründet, um die Aufgaben des Economic Development Board (EDB) im Bereich der Industriefinanzierung zu übernehmen, und nahm am 1. September 1968 ihre Geschäftstätigkeit auf. Nach ihrer Gründung bestand die Hauptaufgabe der Bank darin, die Industrialisierung Singapurs und die Stadtentwicklungsprojekte der Regierung zu finanzieren. Die Gründung der DBS war das erste Mal, dass sich der private Sektor in Singapur voll an der Finanzierung von Produktions- und anderen Industrieprojekten beteiligen konnte. Ausgestattet mit einem Startkapital von 100 Millionen Singapur-Dollar, setzte sich die Beteiligung im ersten Betriebsjahr wie folgt zusammen: 48,6 Millionen Singapur-Dollar von der Regierung Singapurs, 25,9 Millionen Singapur-Dollar von Geschäftsbanken, 7,6 Millionen Singapur-Dollar von Versicherungsgesellschaften und anderen Finanzinstituten und 17,9 Millionen Singapur-Dollar von anderen Unternehmen und Bürgern.

### Übernahme der POSB Bank
Die früher als Post Office Savings Bank bekannte Bank wurde am 1. Januar 1877 im General Post Office Building am Raffles Place von der Regierung der Straits Settlements gegründet.
Im Jahr 1976 hatte die POSB eine Million Einleger und die Einlagen überstiegen die Marke von 1 Milliarde Singapur-Dollar. Die Bank wurde 1990 in POSBank umbenannt, bevor sie am 16. November 1998 für 1,6 Mrd. Singapur-Dollar von der DBS Bank übernommen wurde (die erste Ankündigung erfolgte am 24. Juli 1998), wodurch sie mit über vier Millionen Kunden einen dominanten Marktanteil erlangte. Die Fusion sollte die POSB in die Lage versetzen, besser mit vollwertigen Geschäftsbanken zu konkurrieren, anspruchsvollere Kunden besser zu bedienen und der Aufforderung der Regierung nachzukommen, lokale Banken zu fusionieren, um größere und stärkere Banken zu schaffen, die im internationalen Wettbewerb bestehen können.

### The Islamic Bank of Asia (2007–2015)
Die DBS Bank gründete am 7. Mai 2007 die The Islamic Bank of Asia (IB Asia), nachdem sie von der Monetary Authority of Singapore die offizielle Genehmigung für eine Vollbanklizenz erhalten hatte. Zu den Gründungsaktionären der IB Asia gehören der Mehrheitsaktionär DBS (50 Prozent plus eine Aktie) und 22 Investoren aus dem Nahen Osten, darunter prominente Familien und Industriekonzerne aus den Ländern des Golf-Kooperationsrats (GCC).
Am 14. September 2015 gab die DBS Bank bekannt, dass sie die IB Asia schrittweise auflösen werde, da sie als Einzelinstitut keine Größenvorteile erzielen könne. Die DBS erklärte, sie werde stattdessen eigene islamkonforme Bankprodukte entwickeln.